# Мигдалеві
Мигдалеві (Amygdaloideae або Prunoideae) — підродина квіткових рослин родини розові, що містить 6 родів. Важливі для сільського господарства члени Мигдалевих включають: сливу, вишню, абрикос, персик і мигдаль.
Ці рослини — невеликі дерева, що формують плід, відомий як кістянка. Кожен плід містить єдину вкриту твердою оболонкою насінину (що разом з оболонкою зветься кісточка), оточену оплоднем, соковитим (як у сливи) або сухим (як у мигдалю).